# مارثا سميث
مارثا سميث (بالإنجليزية: Martha Smith)‏ (و. 1953 – م) هي ممثلة، وبلاي بوي بلاي ميت، وممثلة تلفزيونية، وعارضة، من الولايات المتحدة الأمريكية، ولدت في كليفلاند، أوهايو.

## التعليم
تعلمت في جامعة ولاية ميشيغان.

## وصلات خارجية
- مارثا سميث على موقع IMDb (الإنجليزية)
- مارثا سميث على موقع أول موفي (الإنجليزية)
- مارثا سميث على موقع إن إن دي بي (الإنجليزية)
- مارثا سميث على موقع قاعدة بيانات الفيلم (الإنجليزية)